# Standortübungsplatz Speyer

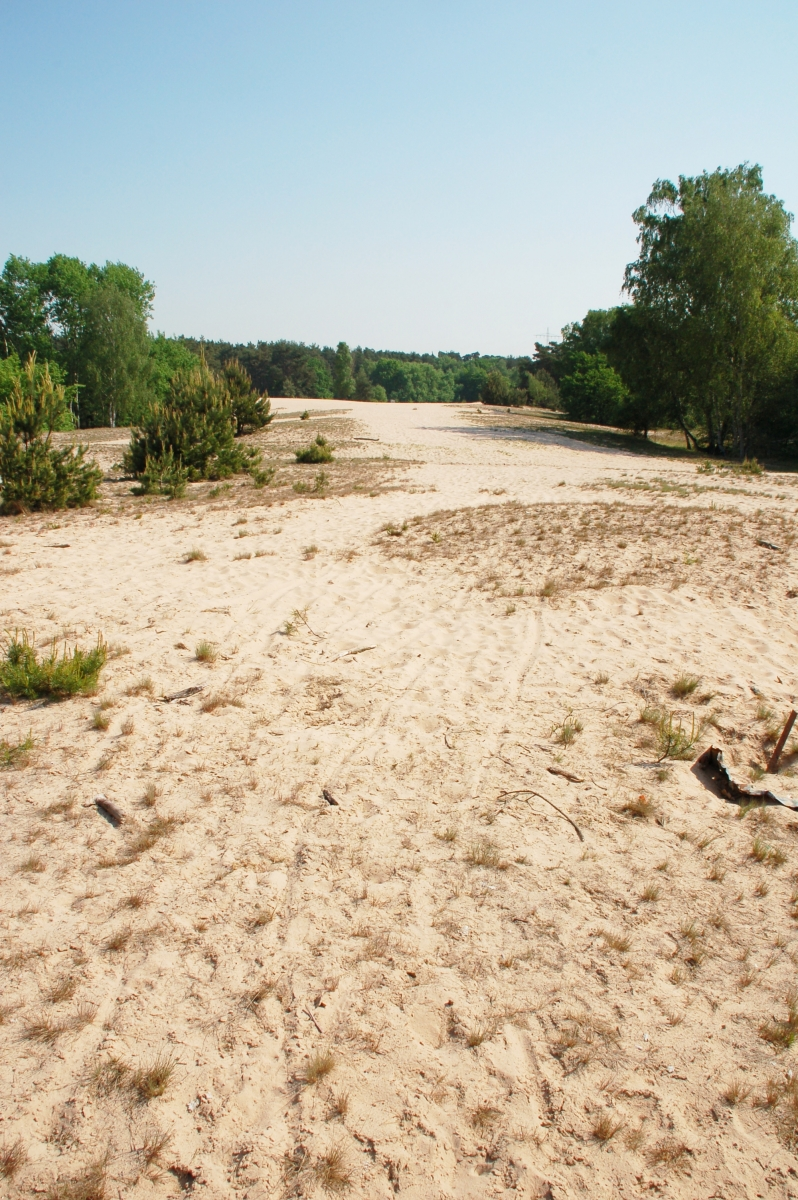
Ameisenbuckel

Der Standortübungsplatz Speyer liegt linksrheinisch im Dudenhofener Wald, einem Teilgebiet des Speyerer Waldes im Bereich des Vorderpfälzer Tieflandes (Rheinland-Pfalz). Das Gelände schließt direkt im Westen der Stadt Speyer gegenüber der B 9,  und nordöstlich von Dudenhofen an. Die L 528 Iggelheimer Straße trennt den südlich gelegenen Dudenhofener Wald vom Stadtwald Speyer. Die durchschnittliche Höhe beträgt 105 m ü. NN.
Der Standortübungsplatz Speyer wurde bis zu dessen Auflösung vom Spezialpionierbataillon 464, stationiert in der Kurpfalzkaserne in Speyer-Nord, genutzt. Die Zufahrt erfolgte über eine NATO-Straße, die von der L 528 Iggelheimer Straße abzweigte. Früher wurde der Übungsplatz auch von den französischen Pionieren und dem 1er Spahi-Regiment, leichten Panzeraufklärern, genutzt, die während des Kalten Krieges in Speyer stationiert waren.

## Genese
Die Binnendünen des Oberrheintalgrabens entstanden im ausgehenden Pleistozän. Durch die auch damals überwiegend aus W bis SW kommenden Winde wurden feinste, durch den Rhein angeschwemmte Sedimente bis an den Rand der Gebirge geblasen und bildeten dort Lösshänge. Die etwas schwereren Partikel wurden lediglich bis zu den Terrassen geweht und bildeten dort die Grundlage der Flugsanddünen. Im Oberrheintalgraben entstanden große Sand- und Kiesbereiche. Ständiger Wechsel der Flusssysteme und die kräftigen Winde ließen eine dichte Vegetation nicht aufkommen, es entwickelten sich lediglich ausgedehnte Grassteppen. Erst im Atlantikum konnten sich ausgedehntere Waldbereiche bilden. In dieser Wärmeperiode haben viele Organismen des südeuropäischen Raums den Oberrheintalgraben besiedelt, die heute vielfach
nur noch stellenweise erhalten sind.
Heute finden sich nur noch kleinste Bereiche, die man als Flugsanddünen bezeichnen darf. Die ständige Bewegung der Dünen wurde nicht nur durch den dichter werdenden Wald eingeschränkt, auch der Mensch hat dies verhindert. Da Sandböden landwirtschaftlich nur geringe Erträge lieferten, wurden sie nur extensiv für die Viehbeweidung und Holzschlag genutzt. Bereits ab dem 18. Jahrhundert etablierten sich an zahlreichen Standorten im Oberrheingraben Artillerie-Schießplätze. In Speyer/Dudenhofen kam es allerdings erst 1936 zur militärischen Nutzung. Im ausgehenden 19. Jahrhundert wurden solche Flächen sonst zunehmend durch Bebauung und intensive Land- und Forstwirtschaft zerstört.

## Charakterisierung
Eine genaue Charakterisierung dieses Gebietes findet sich bei BETTAG (1989). Die Sanddünenlandschaft
liegt auf dem Speyerbach-Schwemmfächer, der eine Gesamtausdehnung von 64 Quadratkilometern hat. Die Maximalbreite beträgt etwa zehn Kilometer. Die schwache Neigung des Geländes geht von W nach E. Ein etwas lebhafteres Relief ist westlich von Speyer im Dudenhofener Wald zu beobachten, wo Flugsand zu Parabel-Dünen und unregelmäßigen Sanddünen aufgeweht wurde. Die Dünen verlaufen meist von NE nach SW und können Höhen bis zu 5 m erreichen. Die höchste Düne, der 'Ameisenbuckel', lag einmal auf einer Höhe von etwa 108 m über NN.
Neben der intensiven forstlichen Nutzung finden sich besonders auf dem seit 1936 genutzten Truppenübungsplatz ausgedehnte Sandflächen unterschiedlicher Sukzession. Im Gegensatz zu anderen Binnendünen zeigen diese Rohböden eine starke Versauerung (pH-Wert 4,O - 3,l). In den Randbereichen finden sich zusätzlich Braunerden mit unterschiedlichem Podsolierungsgrad. Sandböden haben eine geringere Wasserspeicherkapazität und eine höhere Verdunstungsrate an der Oberfläche, dadurch bedingt sich der starke Trockencharakter dieser Gebiete.
Der Standortübungsplatz der Bundeswehr beherbergt drei große Sandbereiche innerhalb des Kiefernwaldes, die in einer Linie von NW nach SE liegen. Im NW liegt der sog. 'Ameisenberg', der nur in Randbereichen mit Fahrzeugen befahren wird. Diese als Düne erkennbare Fläche ist wegen seiner Größe (250 m Länge, durchschnittliche Breite 30 m, 5 m Höhe) im mitteleuropäischen Vergleich einmalig.

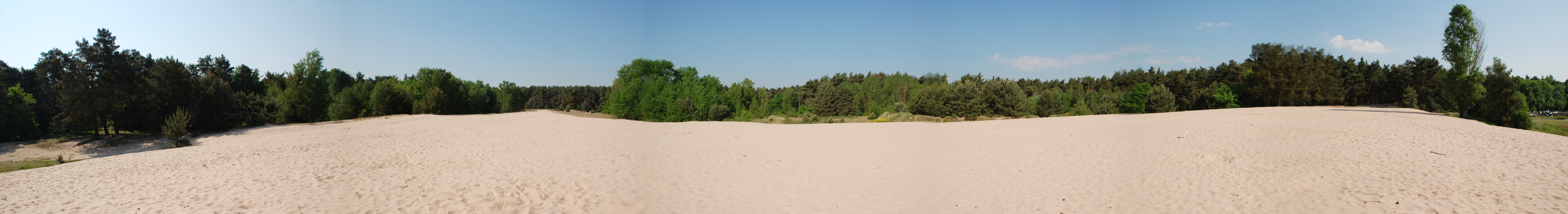
Panoramabild der großen Düne mit 300°

Der große Bereich im SE wird dagegen sehr stark von der Armee genutzt. Überwiegend wird aber im Einklang mit dem Naturschutz eine unterschiedliche Nutzung der Flächen durch die Bundeswehr durchgesetzt. Dadurch sind Flächen unterschiedlicher Sukzession erhalten geblieben bzw. entstanden.
Der Standortübungsplatz Speyer gehört zu den am besten untersuchten Flächen in Deutschland. Seit den 1960er Jahren finden hier regelmäßig wissenschaftliche Untersuchungen statt. Insbesondere ist hieran Herr Erich Bettag (Dudenhofen) maßgeblich beteiligt.

## Klima
Mit einer Jahresmitteltemperatur von 9 bis 10 °C gehört der Oberrheintalgraben zu den wärmsten Gebieten Deutschlands. Für Speyer beträgt die mittlere Zahl der Sommertage 40 (> 25 °C). Gleichzeitig verhindern Pfälzerwald, Hunsrück und Taunus größere Niederschlagsmengen, am Rhein werden durchschnittlich nur 500 – 550 mm/a Niederschlag gemessen. An der Hessischen Bergstraße steigen diese bis auf 700 mm/a an, da hier die Luftmassen aufsteigen müssen und abregnen.

## Flora

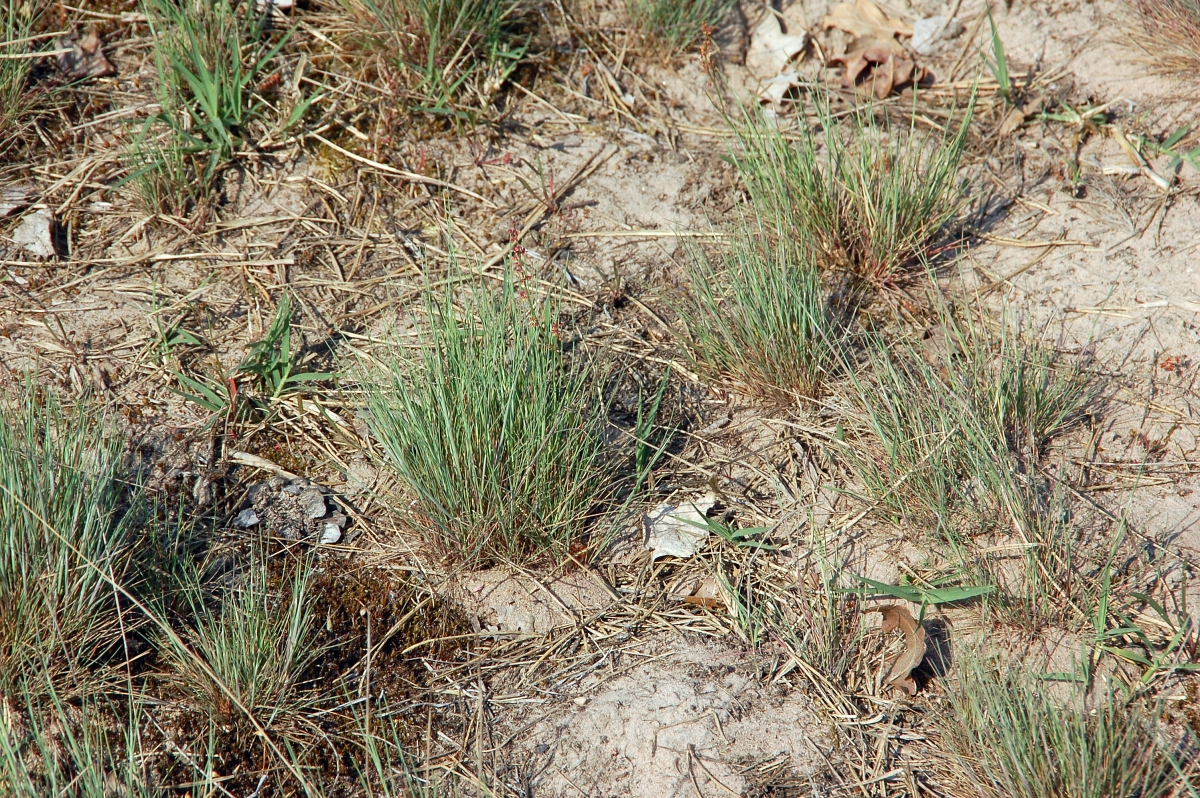
Silbergras

Auf den freien Flächen handelt es sich überwiegend um eine Silbergrasflur als Pioniergesellschaft lockerer, kalkfreier Flugsande, die in ihrer subatlantischen Verbreitung bei uns im Oberrheingebiet etwa ihre Südgrenze erreicht. Charakterarten der Flora sind Silbergras (Corynephorus canescens), Nacktstängeliger Bauernsenf (Teesdalia nudicaulis) und Frühlings-Spark (Spergula morisonii), aber auch Echter Schaf-Schwingel (Festuca ovina) und Sand-Segge (Carex arenaria), die dort stellenweise ausgedehnte Horste bilden. Daneben finden sich dort auch Sand-Thymian (Thymus serpyllum), Gewöhnlicher Teufelsabbiss (Succisa pratensis), Ampfer (Rumex sp.), Fetthennen (Sedum sp.), sogar Stendelwurz (Epipactis sp.) ist dort vorhanden. Vorherrschend bleibt aber stets die Silbergrasflur (BETTAG, 1989).

## Fauna
Schon wegen der sehr hohen Diversität extremer Lebensräume (vom offenen Rohboden bis zum Kleinstgewässer) hat sich auf diesen Flächen eine außerordentliche Vielfalt an Tieren etabliert. Die im Artikel über die Binnendüne genannten Arten sind größtenteils auch in Speyer vorhanden.

## Schutz
Wie bereits von BETTAG (1989) bemerkt wird, muss der heutige Zustand der militärischen Nutzung zugeschrieben werden. Um aber den insgesamt positiven Effekt zu verstärken, bedarf es einer unterschiedlich intensiven Nutzung der Fläche. Gefordert werden daher entsprechend ausgewiesene Schutzflächen und ein unterschiedlich hoher Nutzungsgrad. So wurde mit der Bundeswehr vereinbart, dass einige Teilbereiche nur noch in größeren Zeitabständen einer Störung ausgesetzt werden. Durch die Einrichtung von Schutzzonen kann erreicht werden, dass z. B. die für viele Arten
notwendigen Trockenrasengesellschaften zukünftig in ihrer Ausdehnung unterstützt werden. Zusätzlich sollte der umgebende Kiefernwald stellenweise gelichtet werden und so ein Mosaik kleiner offener Flächen entstehen. Der auf dem Gebiet lastende Freizeitdruck, besonders durch Hundehalter und Moto-Cross-Fahrer, muss in Zukunft reduziert werden (dieser schädigt nachweislich die Avifauna).